# 堀鶴千代
堀 鶴千代（ほり つるちよ）は、江戸時代初期の大名。越後国蔵王堂藩第2代藩主。堀秀治の次男。堀忠俊の弟。

## 略歴
叔父の堀親良の養子となる。慶長7年（1602年）、養父・親良が秀治や堀直政と不仲になり隠居したため、家督を譲られる。しかし慶長11年（1606年）に9歳ほどで夭折した。嗣子が無かったため、断絶となった。
鶴千代の有していた蔵王堂藩3万石は、鶴千代の後見人である堀直寄の坂戸藩に編入された。